# Korunovace krále Ludvíka
 Korunovace krále Ludvíka (Le Couronnement de Louis) je jeden z francouzských středověkých hrdinských eposů, tzv. chansons de geste. Píseň byla připisována žakéři z Champagne Bertrandovi de Bar-sur-Aube, vznikla však již kolem roku 1160. Je řazena do Cyklu Viléma Oranžského, ale protože epos líčí korunovaci syna Karla Velikého Ludvíka roku 813, je někdy také řazen do Královského cyklu. Hlavním hrdinou písně je rytíř Vilém Oranžský (Guillaume d'Orange).

## Obsah eposu
Císař Karel Veliký je již stár a tuší blízkost smrti. Svolá proto své věrné do Cách na korunovaci svého posledního přeživšího syna Ludvíka, kterému je teprve patnáct let. V kapli před papežem, biskupy a velmoži mu připomene povinnosti krále a varuje jej, že bude mít korunu jen tehdy, když si to zaslouží svou odvahou a bojovnými akcemi proti Saracénům. Pak jej vyzve. aby se chopil koruny ležící na oltáři, má-li k tomu odvahu.
Ludvík však váhá, bojí se budoucnosti a myslí si, že by se hodil spíše na mnicha. Toho využije vévoda Arnéïs z Orléansu a přesvědčí císaře, aby ho jmenoval Ludvíkovým opatrovníkem až do jeho dospělosti, kdy se zjistí, zda se Ludvík stane skutečným rytířem a králem. Ve skutečnosti je však veden úmyslem ovládnout po smrti Karla říši. Vilém Oranžský je však varován před Arnéïsovými machinacemi a na stupních trůnu jej zabije. Pak vezme korunu, vloží jí Ludvíkovi na hlavu a slavnostně mu slíbí, že bude vždy jeho záštitou. Císař Karel je velice potěšen a souhlasí s tím, že abdikuje až poté, co se Vilém vrátí z pouti do Říma.
Během této pouti se saracenský král Gallafr připravuje na dobytí Říma. Navrhne papeži, aby se osud města rozhodl jedním soubojem dvou vybraných bojovníků z každé strany a do souboje nominuje děsivého obra Corsolta. Papež si vybere Viléma, který Corsolta porazí. Během boje mu však obr usekne špičku nosu, čímž Vilém získá přezdívku „Vilém s krátkým nosem“ (Guillaume au Cort Nès). Na konci písně Vilém potlačí odboj vazalů proti Ludvíkovi a zmaří pokud Normana Acelina zmocnit se trůnu.

## České adaptace
- Julius Zeyer: Karolinská epopeja (1896), cyklus obsahuje čtyři rozsáhlé epické skladby Pohádka o Karlu Velikém, Román o čtyřech synech Ajmonových, Píseň o Rolandu a Píseň o korunování krále Lovise.[6]